# جردن نابز
جردن نابز (انگلیسی: Jordan Nobbs؛ زادهٔ ۸ دسامبر ۱۹۹۲) یک بازیکن فوتبال اهل بریتانیا است.
وی سابقه بازی در تیم ملی بانوان انگلیس را در ردهٔ بزرگسالان، زیر ۱۷ و زیر ۱٩ سال داشته است. این هافبک گلزن، در سال ۲۰۱۰ جایزهٔ بهترین بازیکن جوان سال را کسب کرد. بازی‌های درخشان او در آرسنال وی را به یکی از مهره‌های کلیدی این تیم در سال‌های اخیر تبدیل کرده است.